# R.K.M. & Ken-Y

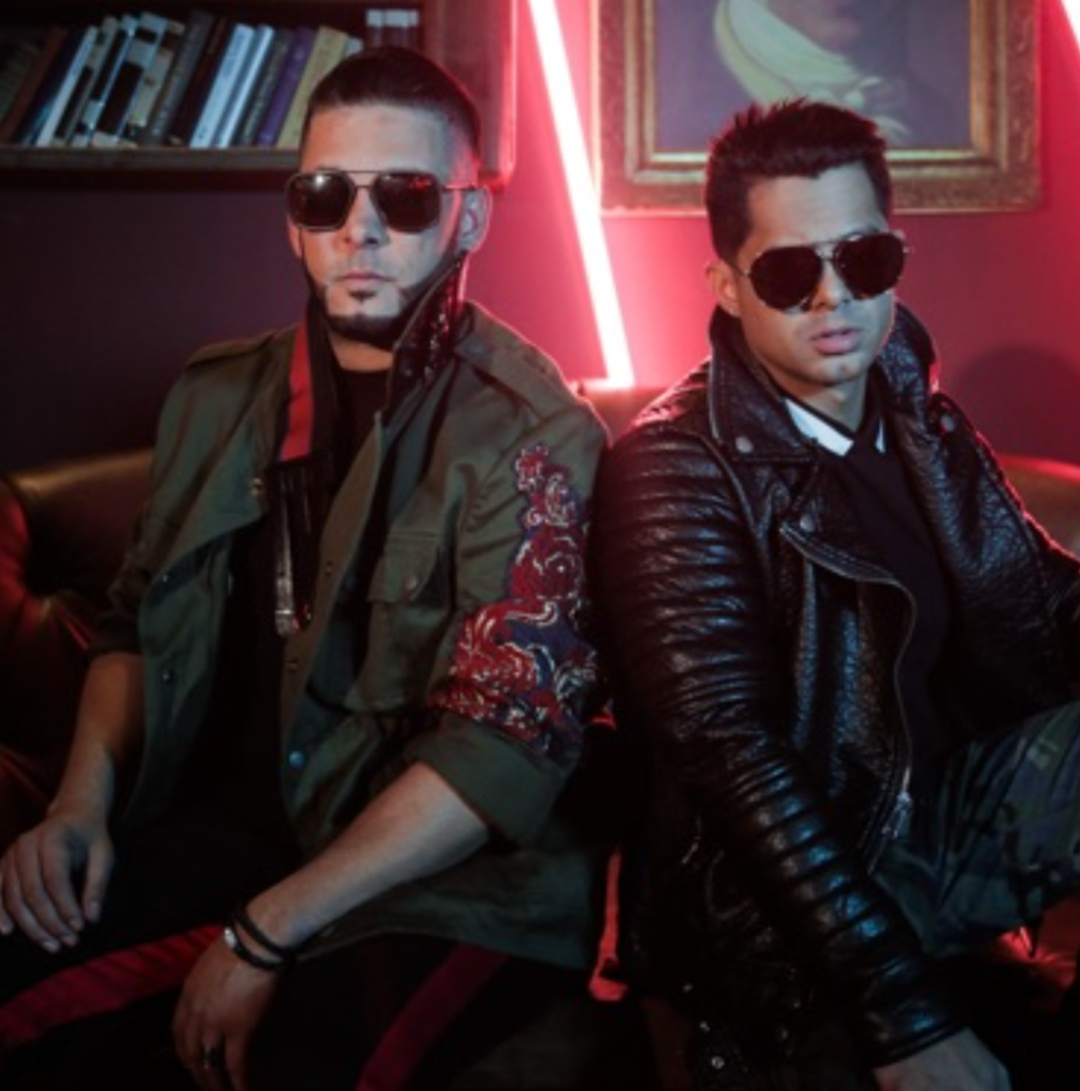
R.K.M. & Ken-Y (2022)

Das Duo R.K.M. & Ken-Y war ein puerto-ricanisches Musikduo und Vertreter des romantischen Reggaeton. Die meisten ihrer Lieder sind nach einem Prinzip aufgebaut, bei dem R.K.M. durch Rap den Gesang von Ken-Y ergänzt.
Früher waren sie auch als Rakim y Ken-Y bekannt. Aus rechtlichen Gründen musste aber R.K.M. seinen Künstlernamen ändern, da sonst Verwechslungsgefahr mit dem US-Rapper Rakim bestehe.

## Persönliches
R.K.M. (José Nieves * 6. Februar 1981) und Ken-Y (Kenny Vásquez * 7. September 1984) sind beide in Gurabo in Puerto Rico geboren und aufgewachsen. Ken-Y hat mit seiner langjährigen Freundin Ana Isabelle eine gemeinsame Tochter namens Kimberly Marie Vásquez.
R.K.M. ist ebenfalls Vater von zwei Söhnen.

## Karriere
Zunächst traten R.K.M. y Ken-Y auf privaten Feiern und kleinen Konzerten auf. Jedoch haben sie auch bei zahlreichen Alben-Aufnahmen von anderen Künstlern mitgewirkt.
2005 gewannen die beiden bei einem Wettbewerb namens El Draft, einer Veranstaltung vom Musikproduzenten Chencho, bei der die Zuschauer für überwiegend unbekannte Sänger abstimmen. Den Gewinnern wird dann ermöglicht ein Lied aufzunehmen, das auf der gleichnamigen CD El Draft erscheint. R.K.M. y Ken-Y gelang dies mit ihrer Single Tu No Estas.
Dadurch machten sie Raphy Pina, den Musikproduzenten und Präsidenten von Pina Records, auf sich aufmerksam. Dieser nahm das Duo unter Vertrag und ermöglichte Ihnen die Aufnahme ihres ersten Albums Masterpiece, das im Februar 2006 erschien. Die erste Singleauskopplung aus dem Album war der Song Down, mit dem ihnen der große Durchbruch als Sänger gelang. Es war der #1 Billboard Hot Latin Song 2006.
Noch im selben Jahr ging das Duo weltweit auf Tour. Passend dazu erschien im Dezember 2006 das Album Masterpiece – World Tour, das ausschließlich Live-Aufnahmen der Konzerte beinhaltet.
Im April 2007 erschien das Album Masterpiece – Commemorative Edition, auf dem sich viele Remixe ihrer bereits veröffentlichten Lieder befinden, aber auch einige neue Tracks, sowie eine DVD mit Videoclips.
Im Jahr 2008 erschien ein Album unter dem Titel Royalty/La Realeza, welches in den USA im Oktober 2008 mit einer Platin-Schallplatte ausgezeichnet wurde. Weitere Alben folgten in den Jahren 2010, 2011 und 2012/2013.
R.K.M. y Ken-Y haben bereits mit bekannten Interpreten wie Nicky Jam, Héctor ’El Father’, Daddy Yankee, Don Omar und Pitbull gearbeitet.
Im Jahr 2013 hat sich das Duo getrennt.

## Auszeichnungen
- Billboard Latin Music Awards 2007

Down als Reggaeton Song of the Year, wobei sie aber für insgesamt sieben Awards nominiert waren
- Billboard Latin Music Awards 2008

Igual Que Ayer als Reggaeton Song of the Year
Me Matas als Latin Ringtone of the Year

## Diskografie

### Alben
| Jahr | Titel                              | Höchstplatzierung, Gesamtwochen, AuszeichnungChartplatzierungen (Jahr, Titel, Platzierungen, Wochen, Auszeichnungen, Anmerkungen) | Höchstplatzierung, Gesamtwochen, AuszeichnungChartplatzierungen (Jahr, Titel, Platzierungen, Wochen, Auszeichnungen, Anmerkungen) | Anmerkungen                |
| Jahr | Titel                              | US | Latin | Anmerkungen                |
| ---- | ---------------------------------- | --- | --- | -------------------------- |
| 2006 | Masterpiece: nuestra obra maestra  | US101 (24 Wo.)US | Latin2 (78 Wo.)Latin | Erstveröffentlichung: 2006 |
| 2006 | Masterpiece: Sold out              | — | Latin7 (17 Wo.)Latin | Erstveröffentlichung: 2006 |
| 2007 | Masterpiece: Commemorative Edition | US112 (6 Wo.)US | Latin4 (21 Wo.)Latin | Erstveröffentlichung: 2007 |
| 2008 | The Royalty / La Realeza           | US32 (6 Wo.)US | Latin1 Platin · (30 Wo.)Latin | Erstveröffentlichung: 2008 |
| 2010 | The last Chapter                   | — | Latin11 (14 Wo.)Latin | Erstveröffentlichung: 2010 |
| 2011 | Forever                            | — | Latin10 (12 Wo.)Latin | Erstveröffentlichung: 2011 |

### Livealben
- 2009: Romantico 360°: Live from Puerto Rico

### Alben (Solo)
- 2016: Ken-Y: The King of Romance

### Singles
| Jahr | Titel Album              | Höchstplatzierung, Gesamtwochen, AuszeichnungChartplatzierungen (Jahr, Titel, Album, Platzierungen, Wochen, Auszeichnungen, Anmerkungen) | Höchstplatzierung, Gesamtwochen, AuszeichnungChartplatzierungen (Jahr, Titel, Album, Platzierungen, Wochen, Auszeichnungen, Anmerkungen) | Anmerkungen                                                      |
| Jahr | Titel Album              | US | Latin | Anmerkungen                                                      |
| ---- | ------------------------ | --- | --- | ---------------------------------------------------------------- |
| 2005 | Tu no estas –            | — | Latin36 (13 Wo.)Latin | Erstveröffentlichung: 2005                                       |
| 2006 | Dame lo que quiero –     | — | Latin50 (1 Wo.)Latin | Erstveröffentlichung: 2006                                       |
| 2006 | Down –                   | US90 (3 Wo.)US | Latin1 (30 Wo.)Latin | Erstveröffentlichung: 2006                                       |
| 2006 | Me matas –               | — | Latin9 (31 Wo.)Latin | Erstveröffentlichung: 2006                                       |
| 2006 | Tengo un amor –          | US100 (1 Wo.)US | Latin2 (21 Wo.)Latin | Erstveröffentlichung: 2006 Toby Love feat. Rakim & Ken-Y         |
| 2007 | Igual que ayer –         | — | Latin3 (27 Wo.)Latin | Erstveröffentlichung: 2007                                       |
| 2007 | Lloraras –               | — | Latin9 (20 Wo.)Latin | Erstveröffentlichung: 2007                                       |
| 2008 | Te regalo amores –       | — | Latin2 (29 Wo.)Latin | Erstveröffentlichung: 2008                                       |
| 2009 | Cuerpo sensual –         | — | Latin33 (4 Wo.)Latin | Erstveröffentlichung: 2009                                       |
| 2009 | Tu primera vez –         | — | Latin42 (7 Wo.)Latin | Erstveröffentlichung: 2009 Hector Acosta feat. RKM & Ken-Y       |
| 2010 | Te ame en mis suenos –   | — | Latin42 (3 Wo.)Latin | Erstveröffentlichung: 2010                                       |
| 2011 | Mi corazon esta muerto – | — | Latin18 (20 Wo.)Latin | Erstveröffentlichung: 2011                                       |
| 2012 | Diosa de los corazones – | — | Latin4 (20 Wo.)Latin | Erstveröffentlichung: 2012 mit Arcangel, Zion & Lennox und Lobo  |
| 2018 | Tonta –                  | — | Latin31 (13 Wo.)Latin | Erstveröffentlichung: 2018 RKM & Ken-Y x Natti Natasha           |
| 2018 | Zum zum –                | — | Latin20 (21 Wo.)Latin | Erstveröffentlichung: 2018 Daddy Yankee x RKM & Ken-Y x Arcangel |

Weitere Singles
- Down (Remix) (feat. Héctor el Father)
- Oh oh, ¿Porqué te están velando?
- Mis días sin ti
- Tuve un sueño (feat. Plan B)
- Vicio del pecado
- Quiero un pueblo que cante (feat. Plan B, Cruzito & Tony Dize)
- Por amor a Ti
- Más
- Cuando te enamores
- Princesa (Ken-Y solo)
- Donde estas (R.K.M solo)
- Navegar en mis recuerdos (Ken-Y solo)
- Quedate junto a mi
- Regalo de quinceanera (Ken-Y solo)
- Prefiero morir (Ken-Y solo)
- A ella le gusta el dembow (feat. Zion & Lennox)
- No reciclo amores
- Una noche mas
- Cuando lo olvides
- Mascara
- Pa’l espejo
- 2021: Jugaste a perderme (feat. Peter Nieto)
- 2022: Paso a paso (feat. 4K Musica)